# Kasteel van Zellaer

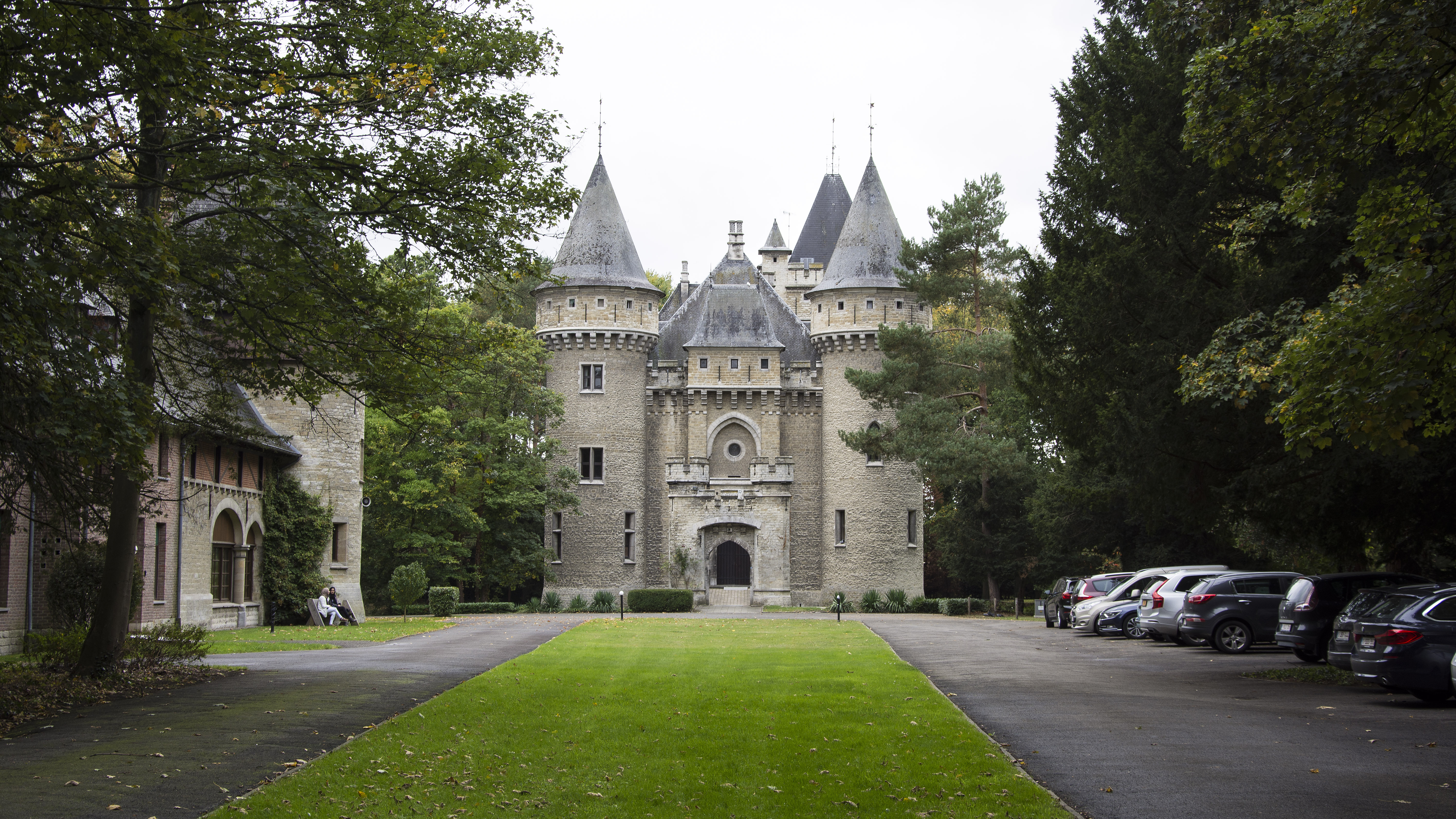
De voorgevel van het kasteel in 2019

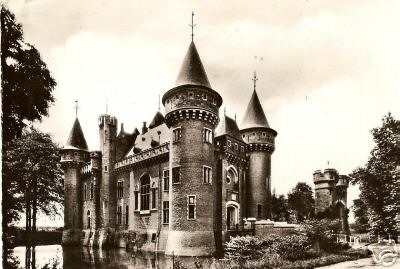
Een oude postkaart van het kasteel

Het Kasteel van Zellaer ten noorden van het centrum van Bonheiden werd gebouwd tussen 1888 en 1892, in opdracht van baron Gustavius Eugenius Leo Maria Gislainus de Vrière. De plannen werden getekend door architect Heugenbaarts uit Mechelen.
Bij het optrekken van het gebouw werd gebruikgemaakt van witte zandsteen afkomstig van de afgebroken forten van Vilvoorde. De van Zellaer afhankelijke landbouwers moesten het vervoer ervan met paard en kar verrichten. De overlevering beweert dat het een verkleinde kopie zou zijn van een kasteel aan de Loire. Bewijzen hieromtrent zijn nog altijd niet opgedoken, maar de overeenkomsten met o.m. het kasteel van Sully-sur-Loire zijn opmerkelijk. Het neogotische kasteel is met een ringgracht omgeven en in het park liggen nog verschillende brede grachten. Sinds 2017 is het kasteel en het parkdomein in beheer van de Stichting Kempens Landschap.
Op het moment van de bouw stond er overigens al een kasteel op deze plek. Wellicht was Wouter Berthout, heer van Mechelen, de opdrachtgever en kanunnik Arnold van Zellaer de eerste eigenaar. Van dit oorspronkelijke bouwwerk bestaat nog een beschrijving die in de aankondiging van de openbare verkoop van 20 oktober 1836 vermeld werd:
“Een schoon ‘buytengoed’ genaemd zellaeren, behelzende een sterk en fraey kasteel aenmerkelijk door des zelfs gotisch architecture, afgesloten in schoone en vischrijke waters uytmakende een vierhoekig gebouw geflanqueert van vier torens in ’t midden van welke zich verheft eenen schoonen belverder, enz.”
Bij de afbraak van dit oude kasteel stootte men op zeer oude grondvesten. Deze waren gebouwd op in de grond geheide houten palen, die zelfs uit de 13de eeuw zouden kunnen stammen en dus een middeleeuws slot laten veronderstellen.